# 1929 aux États-Unis
Pour des articles plus généraux, voir Chronologie des États-Unis et 1929.
Chronologie des États-Unis
- 1925
- 1926
- 1927
- 1928
- 1929
- 1930
- 1931
- 1932
- 1933

Cette page concerne des événements d'actualité qui se sont produits durant l'année 1929 du calendrier grégorien aux États-Unis.

## Gouvernement
- Président : Calvin Coolidge jusqu'au 4 mars, puis Herbert Hoover
- Vice-président : Charles G. Dawes jusqu'au 4 mars, puis Charles Curtis
- Chambre des représentants - Président

## Événements
- 1er janvier : élection de Franklin Delano Roosevelt comme gouverneur de l'État de New York.
- 14 février : 
  - le gangster Al Capone fait abattre au pistolet mitrailleur sept membres d'un gang rival à Chicago appartenant à la mafia irlandaise. Cet épisode est connu sous le nom du « massacre de la Saint-Valentin », considéré comme le dernier épisode de la guerre des gangs. Ce massacre eut un retentissement mondial et conféra à la guerre des gangs une dimension mythique.
  - ouverture du restaurant The Brown Derby au 1628 North Vine Street à Hollywood, qui devient rapidement un lieu de rendez-vous des stars du cinéma américain pendant son âge d'or
- 4 mars : Herbert Hoover devient le 31e président des États-Unis.
- Grèves du textile dans les Carolines et au Tennessee au printemps.
- 16 mai : première cérémonie des Oscars à l'hôtel Roosevelt de Hollywood devant 250 convives. L'objectif est de récompenser les réalisations les plus exceptionnelles dans les différents métiers de la production cinématographique. Le premier "Meilleur film" est Wings (Les Ailes).
- 15 juin : Agriculture Marketing Act. Le président Hoover crée le Federal Farm Board destiné à aider les sociétés agricoles à lutter contre l’affaiblissement des cours de l’agriculture.
- 21 octobre : Début de la crise de Wall Street. En fait, le taux de croissance est nul dès le premier trimestre aux États-Unis. 
  - La production automobile chute de 622 000 véhicules à 416 000 entre mars et septembre. Le secteur de la construction est en chute libre avec 15 % de logements construits en moins. La production industrielle, elle, recule de 7 % entre mai et octobre. Ce ralentissement est dû à un phénomène d'asphyxie, les capitaux disponibles accourent à la bourse plutôt que vers l'économie « réelle », le cours des actions a augmenté de 120 % en 3 ans.
- 24 octobre :  « Jeudi noir ». Six banquiers créent un « pool » de 240 millions de dollars destinés à enrayer la crise en relançant les achats.
- 28 octobre : L’effondrement des cours s’accélère.
- 29 octobre : « Mardi noir » à Wall Street (New York), marquant le début de la Grande Dépression des années 1930. 16,5 millions d’actions sont vendues et l’indice Dow Jones s’effondre. Au plus bas de la séance, les titres ont perdu en moyenne 30 % de leur valeur.
- 1er juillet : le budget de l'année 1929 demeure excédentaire.
- 1er novembre : fermeture de la Black Chamber, première structure de cryptanalyse des États-Unis en temps de paix.
- 7 novembre : ouverture au public du MOMA à New York.
- 13 novembre : La valeur globale des actions a baissé  de moitié (indice 224) par rapport à septembre (452). L’indice tombera à 58 en juillet 1932.
- Novembre : Herbert Hoover se lance dans une politique plus interventionniste, fondée sur la « coopération ». Il affirme la crise passagère et sans grave danger, et intervient directement pour éviter la déflation (réduction de la fiscalité, fonds pour relancer l’emploi par des travaux publics, déficit). Il se refuse à toute extension importante de la politique d’assistance du gouvernement fédéral et s’en remet aux hommes d’affaires pour redresser l’économie. Le 21 novembre, il convoque à la Maison-Blanche les leaders de l’industrie et leur demande de maintenir au maximum l’emploi et les salaires pour enrayer la dépression.
- Le prix Nobel de la paix est attribué à l'américain Frank Billings Kellogg.

### Économie et société
- Vers 1929, New York devient la ville la plus dynamique du monde, « le pôle de l'économie-monde » (Braudel), remplaçant Londres.
- La panique qui secoue les banques américaines provoque l’interruption du flux financier entre les États-Unis et le reste du monde, l’Europe en particulier. L'arrêt des crédits américains stoppe net les investissements industriels et commerciaux et, avec eux, la consommation. Cette situation marque le début d'une réaction en chaîne avec l'arrêt des flux commerciaux, la déflation, les faillites, les licenciements, le chômage de masse. C'est le début de la Grande Dépression, qui durera 10 ans.
- 642 banques en faillite.
- 4,5 millions d’automobiles sont vendus en 1929 aux États-Unis. 26,5 millions de véhicules sont en circulation. 20 millions de téléphones. 377 gratte-ciels.
- La part de l’électricité dans l’alimentation des usines est de 70 % (30 % en 1914). La part de la publicité dans le PNB est passée de 360 millions de dollars en 1890 à 3 milliards en 1929.
- Fortes inégalités : selon un rapport de la Brookings Institution, les 36 000 familles les plus riches disposent de ressources supérieures à celles de 12 millions les moins fortunées, et 20 des 27 millions de familles ne reçoivent pas les 2 500 dollars de revenu annuel considéré comme décent. Six millions d’entre elles sont proches de la misère (moins de 1 000 dollars par an).
- 1,5 million de chômeurs aux États-Unis.
- Budget fédéral :
  - Dépenses estimées à 3,1 milliards de dollars
  - Recettes estimées à 3,8 milliards de dollars
  - Excédent de 0,7 milliard de dollars

## Naissances en 1929
- 12 novembre : Grace Kelly
- 9 décembre : John Cassavetes
- 15 janvier : Martin Luther King

## Décès en 1929
- x